# Miřetice, Benešov
Miřetice là một làng thuộc huyện Benešov, vùng Středočeský, Cộng hòa Séc.